# ماتیاس هامان
ماتیاس‌هامان (آلمانی: Matthias Hamann؛ زادهٔ ۱۰ فوریهٔ ۱۹۶۸) بازیکن فوتبال اهل آلمان است.
از باشگاه‌هایی که در آن بازی کرده‌است می‌توان به باشگاه فوتبال بایرن مونیخ ۲، باشگاه فوتبال لاسک، باشگاه فوتبال کایزرسلاوترن، باشگاه فوتبال مونیخ ۱۸۶۰، باشگاه فوتبال روت وایس اهلن، باشگاه فوتبال اس‌سی فورتونا کلن، و باشگاه فوتبال بایرن مونیخ اشاره کرد.